# Rostislav Macháček
Rostislav Macháček (* 30. října 1961 Chrudim) je bývalý český fotbalový obránce.

## Fotbalová kariéra
Začínal v Prachovicích, kde hrál v jednom týmu s nejznámějším českým vězněm Jiřím Kajínkem. Do Hradce Králové přišel v 15 letech jako útočník. Po vojně v divizním VTJ Písek hrál za Hradec Králové, Slušovice, Slavii Praha, Slovan Liberec, Lázně Bohdaneč a AFK Chrudim. V československé a české lize nastoupil ve 150 utkáních a dal 4 góly.

## Ligová bilance
| Ročník                                   | Zápasy | Góly | Klub                        |
| ---------------------------------------- | ------ | ---- | --------------------------- |
| 1. československá fotbalová liga 1987/88 | 30     | 0    | Spartak Hradec Králové      |
| 1. československá fotbalová liga 1988/89 | 14     | 0    | Spartak Hradec Králové      |
| 1. československá fotbalová liga 1989/90 | 7      | 0    | SK Slavia Praha             |
| 1. československá fotbalová liga 1990/91 | 25     | 0    | SK Slavia Praha             |
| 1. československá fotbalová liga 1991/92 | 26     | 1    | SK Hradec Králové           |
| 1. československá fotbalová liga 1992/93 | 21     | 2    | SK Hradec Králové           |
| 1. česká fotbalová liga 1993/94          | 19     | 1    | SK Hradec Králové           |
| 1. česká fotbalová liga 1994/95          | 5      | 0    | FC Slovan Liberec           |
| 1. Gambrinus liga 1997/98                | 3      | 0    | AFK Atlantic Lázně Bohdaneč |
| CELKEM                                   | 150    | 4    |                             |